# Michel-Richard Delalande

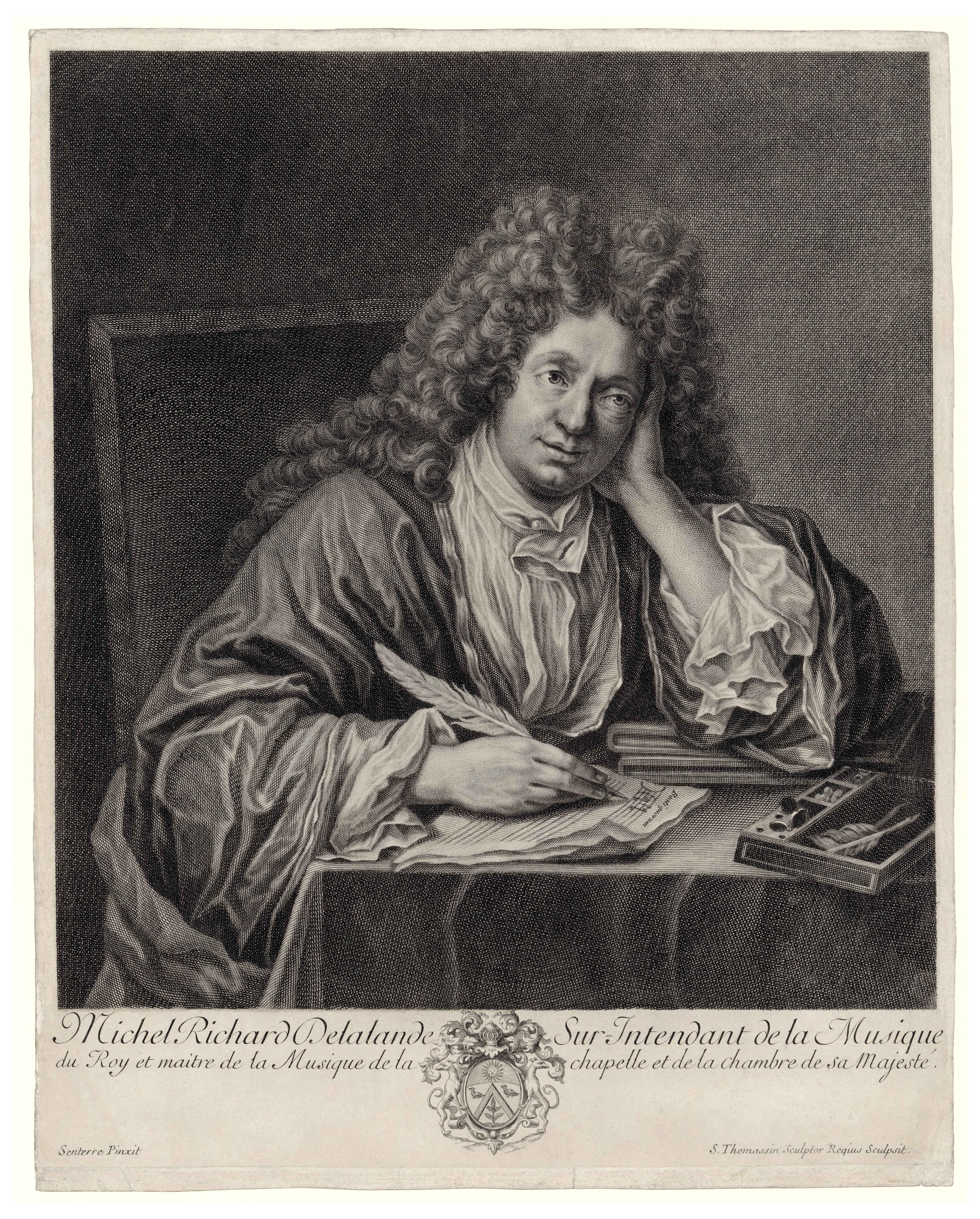
Michel-Richard Delalande

Michel-Richard Delalande o de Lalande (Parigi, 15 dicembre 1657 – Versailles, 18 giugno 1726) è stato un compositore e musicista francese, considerato uno dei più importanti autori barocchi di grandi mottetti.

## Biografia

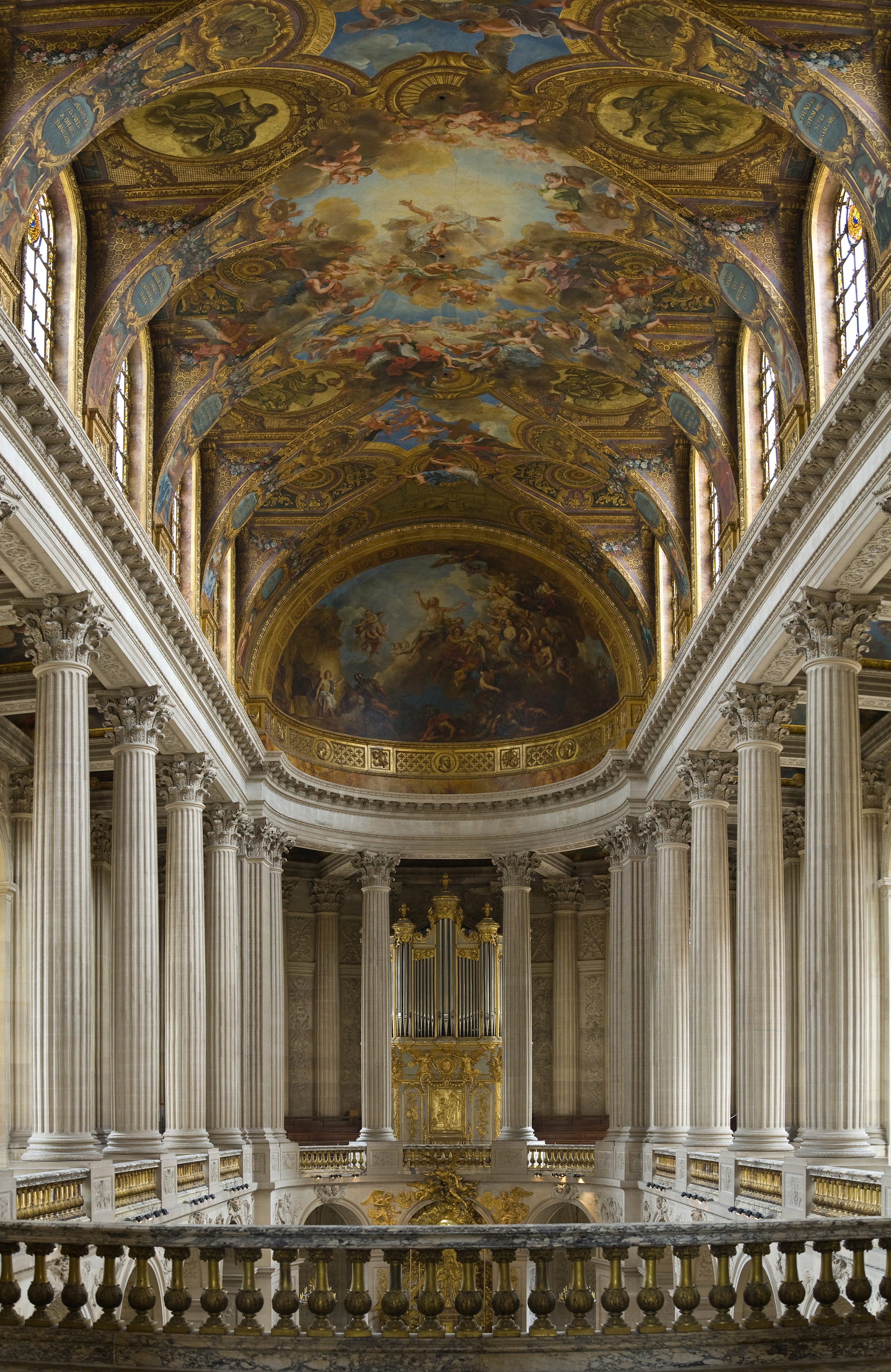
La Cappella di Versailles

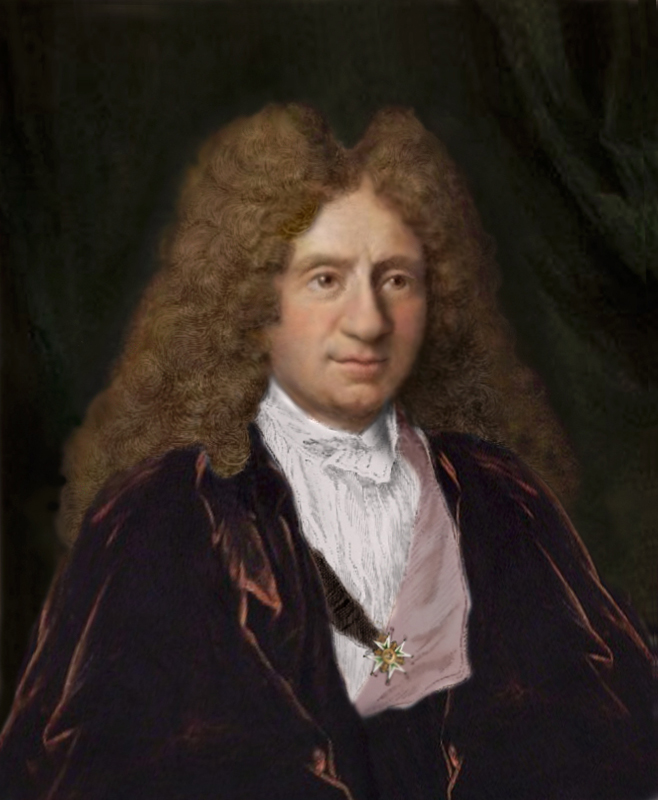
Michel-Richard Delalande

Michel-Richard Delalande nacque a Parigi, il 15 dicembre 1657, figlio di Michel e di Claude Delalande Dumoustierc.
La sua famiglia è composta da quindici figli.
Il padre sarto lo indirizzò verso la musica e fino al 1672 cantò nella cappella di Saint Germain l'Auxerrois.
Cercò invano di essere ammesso come violinista alla Académie royale de musique, diretta da Lully.
Divenne quindi organista in numerosi conventi e chiese esordendo anche come autore di intermezzi e cori di tematica sacra.
Contemporaneo di prestigiosi compositori, quali Jean-Baptiste Lully e François Couperin, divenne maestro di clavicembalo della famiglia reale, in particolar modo delle due figlie di Luigi XIV, Louise Françoise de Bourbon e Françoise Marie de Bourbon, ricevendo dal re un alloggio al castello di Clagny, e accumulando nel corso degli anni una lunga serie di cariche musicali che conservò fino alla sua morte, come quella di direttore di cappella reale.
Il 9 luglio 1684, si sposò nella parrocchia di Saint-Julien di Versailles, con Renée Anne Rebel (1663-1722), figlia di Jean Rebel e Anne Nolson. Renée Anne Rebel era una giovane cantante dalla voce ammirevole, che aveva iniziato la sua carriera all'età di 10 anni. Da lei nacquero due figlie: Marie-Anne nel 1686 e Jeanne nel 1687. Istruite con attenzione dal loro padre, cantarono, nella Cappella Reale, la musica sacra per le voci femminili scritta dal padre.
Sua moglie, Renée Anne Rebel, morì nel maggio del 1722. L'anno seguente, Delalande si risposò con Marie-Louise de Cury (1692-1775), figlia del chirurgo della contessa di Conty, con cui ebbe una figlia, Marie-Michelle (1724-1781).
Ricevette da Luigi XIII i titoli nobiliari e da Luigi XIV la nomina di cavaliere. Come musicista compose per la corte un lungo ciclo di balli, di divertissements, di Symphonies pour les soupers du roi, e tutta la musica necessaria per garantire un'adeguata colonna sonora alla vita sfarzosa del re e della sua corte.
Ottenne uno dei suoi maggiori successi grazie all'opéra-ballet intitolata Les Élémens, ispirata allo stile lulliano, ma impreziosita da elementi musicali italiani.
La sua produzione più pregiata è comunque costituita dai suoi ottanta grandi mottetti, composti per la cappella reale e indirizzati per coro, orchestra, soli e organo.
L'arte di Delalande si distinse per l'eleganza e l'ampiezza della creatività melodica, per l'audacia armonica e per la capacità di dedicarsi a numerosi generi.
Non compose mai un Requiem e per i suoi funerali fu eseguito il Requiem di Charles d'Helfer.
Dopo la morte, la sua vedova Marie-Louise de Cury cercò di mantenerne la memoria e garantire la sopravvivenza delle sue opere. Pubblicò 40 dei suoi mottetti, accompagnati da una nota biografica scritta dal poeta Alexandre Tannevot e un allievo del defunto, Colin de Blamont.

## Opere principali

### Musica sacra
Michel-Richard Delalande ha composto principalmente i "grandi mottetti". Ne ha scritto 77, per le messe e i servizi quotidiani della Cappella Reale del Palazzo di Versailles o delle feste reali. I salmi 46 e 109, Omnes gentes e Dixit Dominus, furono addirittura musicati due volte, nella sua giovinezza e poi nella sua maturità.
- S.1  Dixit Dominus  (1680, prima versione): Salmo 109, Salmo di Cristo Re, la regalità e il sacerdozio del Messia (la prima canzone Vespri domenica)
- (S.2 persi)  Magnificat  (1681): inno della Beata Vergine Maria (ultima canzone di domenica Vespri)
- S.3  Deitatis majestatem  (1682): testo anonimo tirando in diversi salmi, inni, tra cui  Te Deum
- S.4  Afferte Domino: Salmo 28, del re Davide
- S.5  Beati quorum  (scelto da Luigi XIV nella competizione nel 1683): Salmo 31, di re David
- S.6   Ad levavi oculos  (1683, 1689): Salmo 122
- S.7 Audite Caeli (1683): ultimo cantico di Mosè
- S.8   Ecce nunc benedetto  (1683, 1689): Salmo 133
- S.9   Jubilate Deo  (1683): Salmo 99
- S.10   Laudate Dominum omnes gentes  (1683, modificato nel 1689): Salmo 116 (Vespri da lunedì)
- S.11  Omnes gentes plaudite manibus  (1683, modificato nel 1689): Salmo 46, la canzone del re di trionfo Giosafat
- S.12   Quam dilecta  (prima del 1683, modificato 1689)
- S.13   Super flumina babylonis  (1683, modificato nel 1687): Salmo 136 (Vespri di mercoledì) e per Pentecoste
- S.14  Veni Creator Spiritus  (1684, modificato nel 1689): inno per Pentecoste
- S.15  Miserere mei Deus, quoniam in te confidet  (1685): Salmo 56
- S.16  Deus misereatur Nostri et benedicat nobis  (1687): Salmo 66
- S.17   Domine, Dominus nostre  (1686): Salmo 8, di re David
- S.18  Laudate pueri Dominum  (1686): Salmo 112 (Vespri di domenica)
- S.19   Lauda Jerusalem Dominum  (1689): Salmo 147, di re David
- S.20   Deus, Deus meus ad te luce vigilo  (1685): Salmo 62, di re David
- S.21 Christus Redemptor omnium (prima del 1689): inno per Natale Vespri
- S.22 Cantemus Domino gloriam (1687): pastiche di salmi
- S.23   De profundis  (1689, modificato nel 1720): Salmo 129 (Vespri del martedì)
- S.24 Exaudi Deus deprecationem (1689): Salmo 60,
- S.25  In convertendo Dominus  (1684): Salmo 125
- S.26  Nisi quia Dominus  (1688, modificato nel 1703): Salmo 123
- S.27  Miserere  (1687): Salmo 50, di re David
- S.28  Domine, non est cor meum exaltatum  (prima del 1689, modificato nel 1691): Salmo 130
- S.29  Domine in virtute tua  (1689): Salmo 20, di re Davide, di re David
- (S.30 perso)   Deus stetit in synagoga  (1690): Salmo 81
- S.31  Dies irae  (1690): sequenza per il funerale
- S.32  Te Deum  (1684): inno, specialmente per le feste reali
- S.33   Deus in adjutorium meum intende  (1691): Salmo 69, del re Davide
- (S.34 perso) Cantemus virginem (1691): inno anonimo di santa Cecilia, patrona dei musicisti
- S.35   Deus in nomine tuo  (1690): Salmo 53, di re Davide
- (S.36 perso)   Exaudiate te, Dominus  (1688): Salmo 19, di re Davide
- S.37   Domine quid multiplicati sunt  (1691): Salmo 3, di re Davide
- S.38   Judica me Deus  (1693): Salmo 42
- S.39   Beatus vir  (1692): Salmo 111 (Vespri di domenica)
- S.40   Usquequo Domine  (1692): Salmo 12, del re Davide
- S.41   Cum invocarem  (1694): Salmo 4, di re Davide
- S.42   Nisi Dominus  (1694): Salmo 126
- S.43   Dominus regit me  (1695): Salmo 22, di re David
- S.44   Benedictus Dominus Deus meus  (1695): Salmo 143, di re David, (Vespri del venerdì)
- S.45   Quemadmodum  (1696): Salmo 41
- S.46  Laudate Dominum  (1697): Salmo 150, (Lodi della domenica)
- (S.47 perso)   Lætatus sum  (1693): Salmo 121, di re David, (Terzo della settimana)
- S.48   Confitebor tibi Domine  (1697): Salmo 137, di re David (Vespri di mercoledì)
- S.49  Credidi propter quod locutus sum  (1697): Salmo 115 (Vespri del lunedì)
- S.50  Eructavit cor meum verbum bonum  (1697): Salmo 44, canto reale, Gesù Cristo e la sua chiesa
- S.51   Beati omnes che detengono Dominum  (1698): Salmo 127
- S.52  O filii et filiae  (1698): inno per Vespri di Pasqua
- S.53 Regina Caeli (1698): inno dedicato alla Madonna
- S.54   Deus noster refugium e virtus  (1699): Salmo 45
- S.55   Cantata Domino  (1699): Salmo 95
- S.56  Confitebor tibi Domine  (1699 rielaborato intorno al 1720): Salmo 110 (Vespri di domenica)
- S.57   Laudate Dominum quonam bonus  (1700): Salmo 146 (Vespri di sabato)
- S.58  Venite exsultemus  (1700): Salmo 94, attribuito al re Davide
- S.59   Confitebimur tibi Deus  (1701): Salmo 74
- (S.60 perso) Ad Dominum cum tribularer (1701): Salmo 119
- S.61  Magnus Dominus  (1701): Salmo 47
- S.62  Benedictus Dominus Deus Israel  (1702): Canto di Zaccaria
- S.63   Notus in Judæa Deus  (1702): Salmo 75
- S.64   Ade Domine clamabo Deus meus  (1702): Salmo 27, del re Davide
- S.65  Dominus regnavit  (1704): Salmo 96, di re David
- S.66   Exaltabo ti domina  (1704): Salmo 29, di re David
- S.67 Pange lingua (1689): inno per il Santissimo Sacramento, adattato da san Tommaso d'Aquino, in particolare per il Giovedì santo ]
- S.68  Confitemini Domino et invocate (1705): Salmo 104, di re Davide
- (S.69 persi)  Verbum supernum  (1705): inno per Natività e il Santissimo Sacramento
- S.70   Quare fremuerunt gentes  (1706): Salmo 2
- S.71   Exurgat Deus (1706): Salmo 67, del re David
- S.72  Cantate Domino  (1707): Salmo 97, di Re David
- S.73   Dixit Dominus (1708, seconda versione): Salmo 109, una di Cristo Re, la regalità e il sacerdozio del Messia (Vespri Domenica)
- S.74  Sacris solemnis  (1709): inno per il Santissimo Sacramento
- S.75   Exultate justi in Domino  (1710): Salmo 32, di Re David
- S.76   Exaltabo te, Deus meus rex  (1712): Salmo 144, di Re David (Vespri del venerdì)
- S.77   Omnes gentes plaudite manibus  (1721, seconda versione): Salmo 46, la canzone del trionfo di Giosafat

Tra i suoi "piccoli mottetti", ricordiamo:
- S.87   Miserere mei Deus secundum  per voce sola e il coro gregoriano (1687, rivisto il 1699 e il 1720): Salmo 50
- S.118, S.121 e S.124  Leçons de Ténèbres  (presumibilmente 1711), lezione del Mercoledì santo, Giovedì santo e  Venerdì